# Albert Deborgies
Albert Deborgies   (Tourcoing, 6 de juliol de 1902 - Charleville-Mézières, 6 de juny de 1984) va ser un waterpolista francès que va competir durant la dècada de 1920.
El 1924 va prendre part en els Jocs Olímpics d'Anvers, on va disputar la competició de waterpolo, en què guanyà la medalla d'or.